# Плюс электрификация
«Плюс электрификация» — мультипликационный фильм студии «Союзмультфильм» 1972 года.
Фильм-плакат об электрификации в СССР — о юбилее ГОЭЛРО.

## Создатели
| автор сценария             | Альберт Сажин                                                                |
| режиссёр                   | Иван Аксенчук                                                                |
| художник-постановщик       | Борис Акулиничев                                                             |
| композитор                 | Юрий Саульский                                                               |
| оператор                   | Нина Климова                                                                 |
| звукооператор              | Георгий Мартынюк                                                             |
| комбинированные съёмки     | Н. Гринберг                                                                  |
| ассистенты режиссёра       | Лидия Ковалевская, С. Аристакесова                                           |
| художники-мультипликаторы: | Олег Сафронов, Мстислав Купрач, Иосиф Куроян, Николай Фёдоров, Михаил Першин |
| художники-декораторы:      | Дмитрий Анпилов, Пётр Коробаев                                               |
| монтажёр                   | Изабелла Герасимова                                                          |
| редактор                   | Пётр Фролов                                                                  |
| директор картины           | Фёдор Иванов                                                                 |